# دورگا پوجا در کلکته
دورگا پوجا در کلکته (هندی: कोलकाता में दुर्गा पूजा) جشنی سالانه است که با شکوه برگزار می‌شود و به پرستش الهه مادر هندو، دورگا اختصاص دارد. این جشن بزرگ‌ترین جشن در کلکته، پایتخت ایالت‌ها و قلمروهای هند ایالت بنگال غربی است.
در سال ۲۰۲۲، حدود ۳۰۰۰ بارواری پوجا (جشن‌های عمومی و جمعی) در کلکته برگزار شد. بیش از ۲۰۰ پوجا در این شهر با بودجه‌ای بیش از یک کرور روپیه هند سازماندهی شدند.
جشن دورگا پوجا در کلکته در دسامبر ۲۰۲۱ در فهرست فهرست‌های میراث فرهنگی ناملموس یونسکو ثبت شد.

## پیشینه
این جشن در کلکته از اوایل قرن بیستم آغاز شد. این جشن به سرعت به یک جشن مردمی تبدیل شد. پیش از آن، جشن دورگا پوجا در کلکته مختص خانواده‌های ثروتمند بود. در سال ۱۹۱۰، اولین بارواری دورگا پوجا در کلکته توسط «انجمن ساناتان دارماتساهینی بووانی‌پور» در جاده بالرام باسو گات، بووانی‌پور سازماندهی شد.
از سال ۱۹۸۵، ایژین پینتس اقدام به معرفی جایزه‌ای به کمیته‌های دورگا پوجای کلکته کرده است. این جایزه به نام جایزه شاراد شممان رنگ‌های آسیایی شناخته می‌شود. سپس بسیاری از سازمان‌های تجاری دیگر نیز جوایزی مانند «شاراد شممان» یا جوایز دورگا پوجا را برای جشن‌های دورگا پوجا در کلکته معرفی کردند.
دولت بنگال غربی جایزه «جایزه شاراد شممان بیزا بنگلا» را در سال ۲۰۱۳ معرفی کرد.

## اقتصاد
یک مطالعه تحت عنوان «نقشه‌برداری از اقتصاد خلاق در اطراف دورگا پوجا» توسط شورای بریتانیا به نمایندگی از دپارتمان گردشگری، دولت بنگال غربی سفارش داده شد. در سال ۲۰۲۱، شورای بریتانیا در هند اقتصاد خلاق دورگا پوجا را برای سال ۲۰۱۹ معادل ₹۳۲٬۰۰۰ کرور ارزیابی کرد و افزود که این جشن ۲٫۵۸٪ از تولید ناخالص داخلی بنگال غربی را در سال مالی ۲۰۱۹–۲۰۲۰ تشکیل می‌دهد. «دورگا پوجا در کلکته» سهم بزرگی از این اقتصاد خلاق را تشکیل می‌دهد.
اقتصاد دورگا پوجا در کلکته به بخش‌های مختلفی تقسیم شده است. مهم‌ترین بخش‌های اقتصادی شامل نصب، هنر و دکوراسیون، ساخت مجسمه‌ها، نورپردازی، ادبیات و نشر، اسپانسری، تبلیغات، خرده‌فروشی، صنایع دستی و طراحی (لوازم پوجا)، فیلم و سرگرمی، و غذا و نوشیدنی هستند. در سال ۲۰۱۹، کلکته ۱۵٪ از بازار ساخت پاندرال‌ها (نصب، هنر و دکوراسیون) در بنگال غربی را با ارزش ₹۱۲۹ کرور به خود اختصاص داد. صنعت ساخت مجسمه‌ها و صنعت نورپردازی هر یک ₹۱۲۰ کرور به اقتصاد دورگا پوجا در کلکته افزودند. در سال ۲۰۲۲، اقتصاد جمعی دورگا پوجا حدود ₹۴۰۰۰۰ کرور بود و این جشن اشتغال‌زایی برای سه لاک نفر به همراه داشت. تا سال ۲۰۲۴، این اقتصاد به حدود ₹۵۰۰۰۰ کرور رسید.